# La legge di Burke (serie televisiva 1994)
La legge di Burke (Burke's Law) è una serie televisiva statunitense in 27 episodi trasmessi per la prima volta nel corso di 2 stagioni dal 1994 al 1995.
È il seguito di La legge di Burke (1963-1966, 81 episodi) e rappresenta il ritorno di Gene Barry nelle vesti del capitano Amos Burke dopo trent'anni. In questo seguito egli è affiancato dal figlio criminologo Peter Burke (interpretato da Peter Barton) e, come nella serie originale, ogni episodio vede la presenza di diverse guest-star. Tra queste anche quella di Anne Francis che riappare nelle vesti dell'investigatrice privata Honey West.

## Personaggi e interpreti
- Capitano Amos Burke (27 episodi, 1994-1995), interpretato da	Gene Barry.
- Peter Burke (25 episodi, 1994-1995), interpretato da	Peter Barton.
- Vinnie Piatte (4 episodi, 1995), interpretato da	Dom DeLuise.
- Barbara Manchester (2 episodi, 1994-1995), interpretata da	Shirley Jones.
- Ingrid Rose (2 episodi, 1994-1995), interpretata da	Hunter Tylo.

## Produzione
La serie fu prodotta da Spelling Television e girata  a Pasadena in California. Le musiche furono composte da John E. Davis. La figlia del produttore esecutivo Aaron Spelling, Tori Spelling, compare in un episodio.

### Registi
Tra i registi della serie sono accreditati:
- Gilbert M. Shilton in 2 episodi (1994)
- James L. Conway
- Walter Grauman
- Christopher Hibler
- Noel Nosseck

### Sceneggiatori
Tra gli sceneggiatori della serie sono accreditati:
- Joel J. Feigenbaum in 6 episodi (1994-1995)
- Thomas C. Chapman
- Frank D. Gilroy

## Distribuzione
La serie fu trasmessa negli Stati Uniti dal 7 gennaio 1994 al 28 luglio 1995 sulla rete televisiva CBS. In Italia è stata trasmessa dal 1996 su Rete 4 con il titolo La legge di Burke.
Alcune delle uscite internazionali sono state:
- negli Stati Uniti il 7 gennaio 1994 (Burke's Law)
- in Spagna e Venezuela (La ley de Burke)
- in Portogallo (A Lei de Burke)
- in Germania (Burkes Gesetz)
- in Francia (L'homme à la Rolls)
- in Italia (La legge di Burke)

## Episodi
| Stagione         | Episodi | Prima TV USA |
| ---------------- | ------- | ------------ |
| Prima stagione   | 13      | 1994         |
| Seconda stagione | 14      | 1995         |